# グラスノスチ

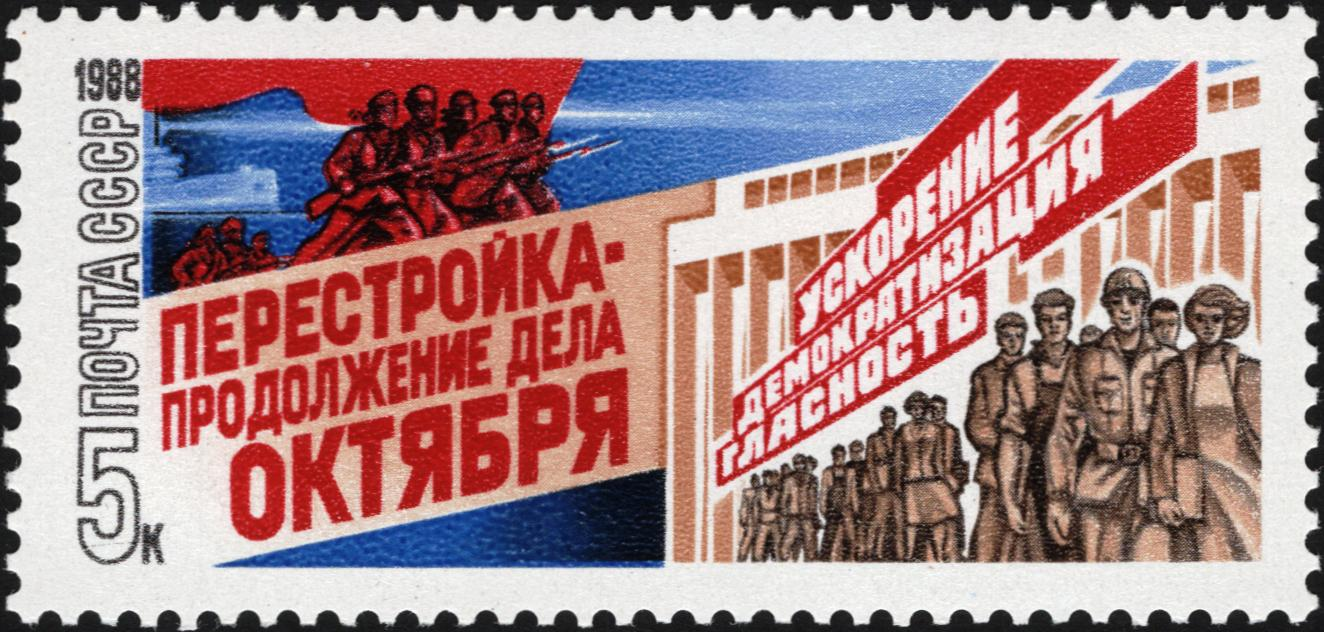
1988年に発行されたペレストロイカとグラスノスチを宣伝する切手。右側に「民主的なグラスノスチを加速しよう」とある。

グラスノスチ（ロシア語: гласность, ラテン文字転写: glasnost [ˈɡlasnəsʲtʲ] ( 音声ファイル)）は、ゴルバチョフ時代のソビエト連邦においてペレストロイカ（perestroika、改革）の重要な一環として展開された情報政策である。日本語では「情報公開」などと訳される。

## 解説
1986年4月に起こったチェルノブイリ原子力発電所事故では、書記長であるゴルバチョフの元になかなか情報が届かず、ソ連のセクショナリズム・秘密主義が、国の最高指導者の行政にまで影響を与えている現実を突きつけた。業を煮やしたゴルバチョフによって、体制の硬直化による種々の社会問題を解決するために、言論・思想・集会・出版・報道などの自由化・民主化が行われた。
ペレストロイカ推進のためには、従来の社会主義的イデオロギーの枠を超えた発想が求められた。そのため、それまで抑圧され続けていた改革派の知識人、あるいは学者をペレストロイカに巻き込む必要があった。1986年末までには、一部のテレビ・新聞がソ連社会の問題点を率直に批判できるようになった。また、ブレジネフ政権のアフガニスタン侵攻を批判してゴーリキー（現・ニジニ・ノヴゴロド）に幽閉されていた科学者アンドレイ・サハロフも釈放された。
1987年より、ブレジネフ時代に上映を禁止されていた映画が次々と公開された。党の統制下に置かれない市民団体の結成などもみられた。歴史学においてもネップ（新経済政策）の再評価、1930年代のホロドモール（大飢饉）の考察や、大粛清における犠牲者の名誉回復など、それまでタブー視されていたテーマが扱われ始めた。
それまで西側にとって秘密のヴェールにつつまれていた軍事面の情報も徐々に公にされるようになり、1986年には、空軍の新鋭戦闘機MiG-29がフィンランドのクオピオ・リッサラ基地を親善訪問した映像が世界に配信され、1988年にはイギリスのファーンボロー国際航空ショーに出展、さらに翌年にはSu-27、Su-25、Mi-28など最新鋭の軍用機がパリ航空ショーに出品披露されるなど、積極的な公開が進んだ。
このように、一連の改革はソ連邦の民主化に大きく貢献した一方で、困窮する民衆の生活とはまるで別世界のような共産党幹部による共産貴族と呼ばれるほどの豪華絢爛な暮らしや汚職なども暴かれて、国民の反共産党感情を一気に高め、最終的にはソ連解体へと国家を進めていく結果となった。